# Lophuromys melanonyx
Lophuromys melanonyx és un rosegador del gènere Lophuromys que viu a prades de les muntanyes d'Etiòpia a un altitud d'entre 3.100 i 4.050 metres. Aquesta espècie pertany al subgènere Lophuromys i està relacionat amb L. flavopunctatus i L. brevicaudus.
L. melanonyx és una espècie molt grossa i de cua curtíssima. La part superior del cos és gris i la part inferior de color crema. La cua és de color negre a la part superior i més clar a la part inferior. Les urpes grans i negres estan adaptades per a un estil de vida excavador. La llargada corporal és d'entre 140 i 165 mm, la llargada de la cua d'entre 58 i 80 mm, les potes posteriors d'entre 26 i 29 mm, la llargada de les orelles d'entre 19 i 24 mm, la llargada del crani d'entre 31,6 i 34,4 mm i el pes d'entre 84 i 120 mm.